# 新华文摘 (1945年创刊)
1945年11月25日创刊的新华文摘，是由山东新华文摘社编辑、山东新华书店出版的半月刊。16开本，30页码。该刊为综合性政治时事刊物，主要为干部提供学习材料。